# Tigy
Tigy é uma comuna francesa na região administrativa do Centro, no departamento Loiret. Estende-se por uma área de 46,64 km². Em 2010 a comuna tinha 2 376 habitantes (densidade: 50,9 hab./km²).